# Lista planetelor minore: 287001–288000
Aceasta este lista planetelor minore cu numerele 287001–288000.

## 287001–287100
| Denumire | Denumire provizorie | Data descoperirii | Locul descoperirii | Descoperitor(i)             |
| -------- | ------------------- | ----------------- | ------------------ | --------------------------- |
| 287001 – | 2002 QA66           | 18 august 2002    | Palomar            | NEAT                        |
| 287057 – | 2002 RG             | 1 septembrie 2002 | Kvistaberg         | Uppsala-DLR Asteroid Survey |
| 287059 – | 2002 RF1            | 4 septembrie 2002 | Emerald Lane       | L. Ball                     |
| 287063 – | 2002 RR11           | 4 septembrie 2002 | Anderson Mesa      | LONEOS                      |
| 287072 – | 2002 RN29           | 3 septembrie 2002 | Haleakala          | NEAT                        |
| 287080 – | 2002 RF48           | 5 septembrie 2002 | Socorro            | LINEAR                      |

## 287101–287200
| Denumire | Denumire provizorie | Data descoperirii  | Locul descoperirii | Descoperitor(i)      |
| -------- | ------------------- | ------------------ | ------------------ | -------------------- |
| 287108 – | 2002 RZ153          | 13 septembrie 2002 | Kitt Peak          | Spacewatch           |
| 287122 – | 2002 RU181          | 13 septembrie 2002 | Goodricke-Pigott   | R. A. Tucker         |
| 287153 – | 2002 RF233          | 14 septembrie 2002 | Palomar            | R. Matson            |
| 287157 – | 2002 RD235          | 11 septembrie 2002 | Palomar            | M. White, M. Collins |
| 287161 – | 2002 RE240          | 11 septembrie 2002 | Haleakala          | S. F. Hönig          |
| 287187 – | 2002 RA291          | 19 ianuarie 2009*  | Mount Lemmon       | Mount Lemmon Survey  |

## 287201–287300
| Denumire | Denumire provizorie | Data descoperirii | Locul descoperirii | Descoperitor(i) |
| -------- | ------------------- | ----------------- | ------------------ | --------------- |
| 287223 – | 2002 TA11           | 2 octombrie 2002  | Campo Imperatore   | CINEOS          |
| 287248 – | 2002 TW69           | 9 octombrie 2002  | Uccle              | T. Pauwels      |
| 287294 – | 2002 TH200          | 9 octombrie 2002  | Bergisch Gladbach  | W. Bickel       |

## 287301–287400
| Denumire     | Denumire provizorie | Data descoperirii   | Locul descoperirii | Descoperitor(i)                                     |
| ------------ | ------------------- | ------------------- | ------------------ | --------------------------------------------------- |
| 287327 –     | 2002 TJ304          | 4 octombrie 2002    | Apache Point       | SDSS                                                |
| 287347 Mézes | 2002 TM382          | 9 octombrie 2002    | Palomar            | NEAT                                                |
| 287350 –     | 2002 TA387          | 24 septembrie 1960* | Palomar            | C. van Houten, I. van Houten-Groeneveld, T. Gehrels |
| 287351 –     | 2002 US1            | 28 octombrie 2002   | Nogales            | C. W. Juels, P. R. Holvorcem                        |
| 287374 –     | 2002 VR             | 2 noiembrie 2002    | Wrightwood         | J. W. Young                                         |
| 287399 –     | 2002 VM93           | 11 noiembrie 2002   | Essen              | Essen                                               |

## 287401–287500
| Denumire | Denumire provizorie | Data descoperirii | Locul descoperirii | Descoperitor(i)        |
| -------- | ------------------- | ----------------- | ------------------ | ---------------------- |
| 287454 – | 2002 YX7            | 30 decembrie 2002 | Bohyunsan          | Y.-B. Jeon, B.-C. Lee  |
| 287483 – | 2003 BS5            | 24 ianuarie 2003  | La Silla           | A. Boattini, H. Scholl |

## 287501–287600
| Denumire | Denumire provizorie | Data descoperirii | Locul descoperirii | Descoperitor(i)  |
| -------- | ------------------- | ----------------- | ------------------ | ---------------- |
| 287557 – | 2003 FG7            | 28 martie 2003    | Piszkéstető        | K. Sárneczky     |
| 287566 – | 2003 FG22           | 25 martie 2003    | Catalina           | CSS              |
| 287577   | 2002 TM382          | 31 martie 2003    | Wrightwood         | J. W. Young      |
| 287594 – | 2003 FK122          | 31 martie 2003    | Cerro Tololo       | Deep Lens Survey |

## 287601–287700
| Denumire | Denumire provizorie | Data descoperirii | Locul descoperirii | Descoperitor(i)                 |
| -------- | ------------------- | ----------------- | ------------------ | ------------------------------- |
| 287641 – | 2003 JA4            | 3 mai 2003        | Kleť               | Kleť                            |
| 287653 – | 2003 KZ29           | 25 mai 2003       | Nogales            | Tenagra II                      |
| 287655 – | 2003 MW2            | 25 iunie 2003     | Nogales            | M. B. Schwartz, P. R. Holvorcem |
| 287659 – | 2003 MV9            | 28 iunie 2003     | Reedy Creek        | J. Broughton                    |

## 287701–287800
| Denumire | Denumire provizorie | Data descoperirii | Locul descoperirii | Descoperitor(i)         |
| -------- | ------------------- | ----------------- | ------------------ | ----------------------- |
| 287711 – | 2003 QO69           | 26 august 2003    | Piszkéstető        | K. Sárneczky, B. Sipőcz |
| 287714 – | 2003 QC90           | 26 august 2003    | Cerro Tololo       | M. W. Buie              |

## 287801–287900
| Denumire | Denumire provizorie | Data descoperirii  | Locul descoperirii | Descoperitor(i) |
| -------- | ------------------- | ------------------ | ------------------ | --------------- |
| 287829 – | 2003 SB201          | 23 septembrie 2003 | Sierra Nevada      | A. Sota         |
| 287839 – | 2003 SY218          | 28 septembrie 2003 | Junk Bond          | Junk Bond       |
| 287843 – | 2003 SO226          | 26 septembrie 2003 | Desert Eagle       | W. K. Y. Yeung  |
| 287867 – | 2003 SV292          | 26 septembrie 2003 | Črni Vrh           | Črni Vrh        |
| 287875 – | 2003 SV313          | 29 septembrie 2003 | Andrushivka        | Andrushivka     |